# Heinrich Wolf
Heinrich Wolf (ur. 26 kwietnia 1924 w Siegen, zm. 18 maja 2020 w Plettenbergu) – niemiecki entomolog, specjalizujący się w hymenopterologii.

## Życiorys
Urodził się w 1925 roku w Siegen w Westfalii jako syn Emila i Emmi Wolfów. Od najmłodszych lat zbierał owady. Uczęszczał do szkoły podstawowej w Siegen, a w latach 1935–1943 do Realgymnasium. W latach 1943–1945 odbył służbę wojskową, w czasie której odniósł rany w Rosji. W czasie II wojny światowej zginął jego ojciec. Od 1947 do 1953 roku Heinrich studiował biologię, chemię i geografię na Uniwersytecie w Marburgu, kształcąc się na nauczyciela. Praktyki odbył w Lüdenscheid i Recklinghausen. Od 1955 do 1986 roku nauczał w Gimnazjum im. Alberta Schweitzera w Plettenbergu. W miejscowości tej spędził ponad 50 lat.
W 1956 roku poślubił Gretel. Miał z nią dwójkę dzieci.

## Praca naukowa
Wolf jest autorem około 270 publikacji naukowych, poświęconych głównie ekologii, rozsiedleniu, systematyce i taksonomii błonkoskrzydłych. Szczególny wkład wniósł w nastecznikowatych zachodniej Palearktyki, ale pisał też m.in. o grzebaczowatych, nękowatych, pszczołowatych i smuklikowatych. Opisał 360 nowych dla nauki gatunków, 25 nowych podrodzajów i 5 nowych rodzajów: Agenioidevagetes, Claveliocnemis, Kentronaporus, Paragenioide, Pedinpompilus. Jego zbiór liczył ponad 50 tysięcy okazów. Oprócz publikacji naukowych pisał również artykuły do gazet poświęcone przyrodzie, ochronie środowiska i historii lokalnej.

## Upamiętnienie
W 1991 roku odznaczony został Związkowym Krzyżem Zasługi na wstędze za wkład w ochronę przyrody i środowiska. W 1995 roku za badania nad błonkówkami wyróżniony został przez Gesellschaft für allgemeine und angewandte Entomologie Medalem Meigena. Posiadał również honorowe członkostwa towarzystw entomologicznych.
Na jego cześć nazwany został rodzaj Wolfiana oraz gatunki i podgatunki: Allodynerus wolfi, Andrena wolfi, Arachnospila wolfi, Arctoclavelia wolfi, Ceropales albicinctus wolfi, Colletes wolfi, Dicyrtomellus wolfi, Dufourea wolfi, Gonaporus wolfi, Hedychridium wolfi, Metrionotus wolfi, Myrmosa wolfi, Osmia hierichonica wolfi i Priocnemis wolfi.